# Вокзал Чхатрапати-Шиваджи
Вокзал Чхатрапати-Шиваджи (маратхи छत्रपती शिवाजी टर्मिनस ; англ. Chhatrapati Shivaji Terminus, с 2017 года англ. Chhatrapati Shivaji Maharaj Terminus, бывший Вокзал Виктория-конечный (англ. Victoria Terminus) — исторический железнодорожный вокзал в индийском городе Мумбаи, один из самых многолюдных вокзалов Индии. Как и крупнейший аэропорт Индии, назван в честь национального героя Индии Чатрапати Шиваджи.
Рядом с вокзалом расположен центральный офис газеты The Times of India и Ворота Индии. В 2008 году вокзал подвергся нападению террористов.

## Здание
Здание вокзала сочетает в себе викторианскую неоготическую архитектуру с мотивами индо-сарацинского стиля (каменный купол, башенки, стрельчатые арки и усложнённый план). Внутри вокзал украшен резьбой по дереву, железными и медными перилами, главной лестница укращена балюстрадой. Здание спроектировано британским архитектором Фредериком Уильямом Стивенсом, строительство началось в 1878 году и продолжалось 10 лет. Здание было построено как штаб-квартира Главной железной дороги Индийского полуострова. Вокзал был назван в честь королевы Виктории, однако в 1996 году вокзал сменил название. В 1950-е годы с фасада здания была удалена статуя королевы Виктории.
Вокзал является символом Мумбаи, как главного международного торгового порта Индии. В 2004 году вокзал был включён в список Всемирного наследия. В 2018 году в качестве отдельного объекта были внесены многие иные образчики индо-сарацинского стиля в Мумбаи.

## Пригородная ж/д сеть
На вокзале расположен центральный офис Central Railways (подразделения Indian Railways). Сеть пригородных поездов является одной из важных составляющих транспортной системы мегаполиса Мумбаи. Вокзал обслуживает поезда дальнего следования, а также пригородные поезда линий Central Line и Harbour line. Вокзал Чхатрапати-Шиваджи является самым западным узлом Central Railway. Пригородные поезда, оправляющиеся от вокзала идут до городов Касара, Панвел, Хополи, Домбивли , Кальян, Асангаон, Титвала, Амбернат, Бадлапур, Тхана и Дахану.

## В кино
- Одно из главных мест действия фильма «Миллионер из трущоб» (2008).
- Нападение террористов на вокзал показано в фильмах «Атаки 26/11» (2013) и «Отель Мумбаи: Противостояние» (2018).